# That Man
That Man è un singolo della cantante olandese Caro Emerald, pubblicato il 25 giugno 2010 come terzo estratto dal primo album in studio Deleted Scenes from the Cutting Room Floor.

## Descrizione
Il brano è stato scritto da Vincent Degiorgio e David Schreurs e prodotto da Schreurs insieme a Jan Van Wieringen e tratta di una giovane donna che si trova una notte al pub e si innamora di un uomo che la fa sognare.
Il singolo ha ottenuto un buon successo commerciale, essendo rimasto per diversi mesi al vertice della classifica olandese, ma non ha bissato il successo del disco, fermandosi al ventinovesimo posto della classifica dei singoli.

## Video musicale
Il video è stato pubblicato il 29 giugno 2010.

## Tracce
CD (Grandmono Records)
1. That Man – 3:52
2. That Man (Radio Edit) – 3:19
3. That Man (Instrumental) – 3:52

CD (Polydor)
1. That Man (Radio Edit) – 3:20
2. That Man (Goodluck Remix) – 5:18

CD (Dramatico)
1. That Man (Radio Edit) – 3:19

## Classifiche
| Classifica (2010) | Posizione massima |
| ----------------- | ----------------- |
| Paesi Bassi       | 29                |
| Regno Unito       | 84                |